# Cissus javana
Cissus javana, es  especie del género Cissus en la familia Vitaceae. Es una planta trepadora que se encuentra en Asia.

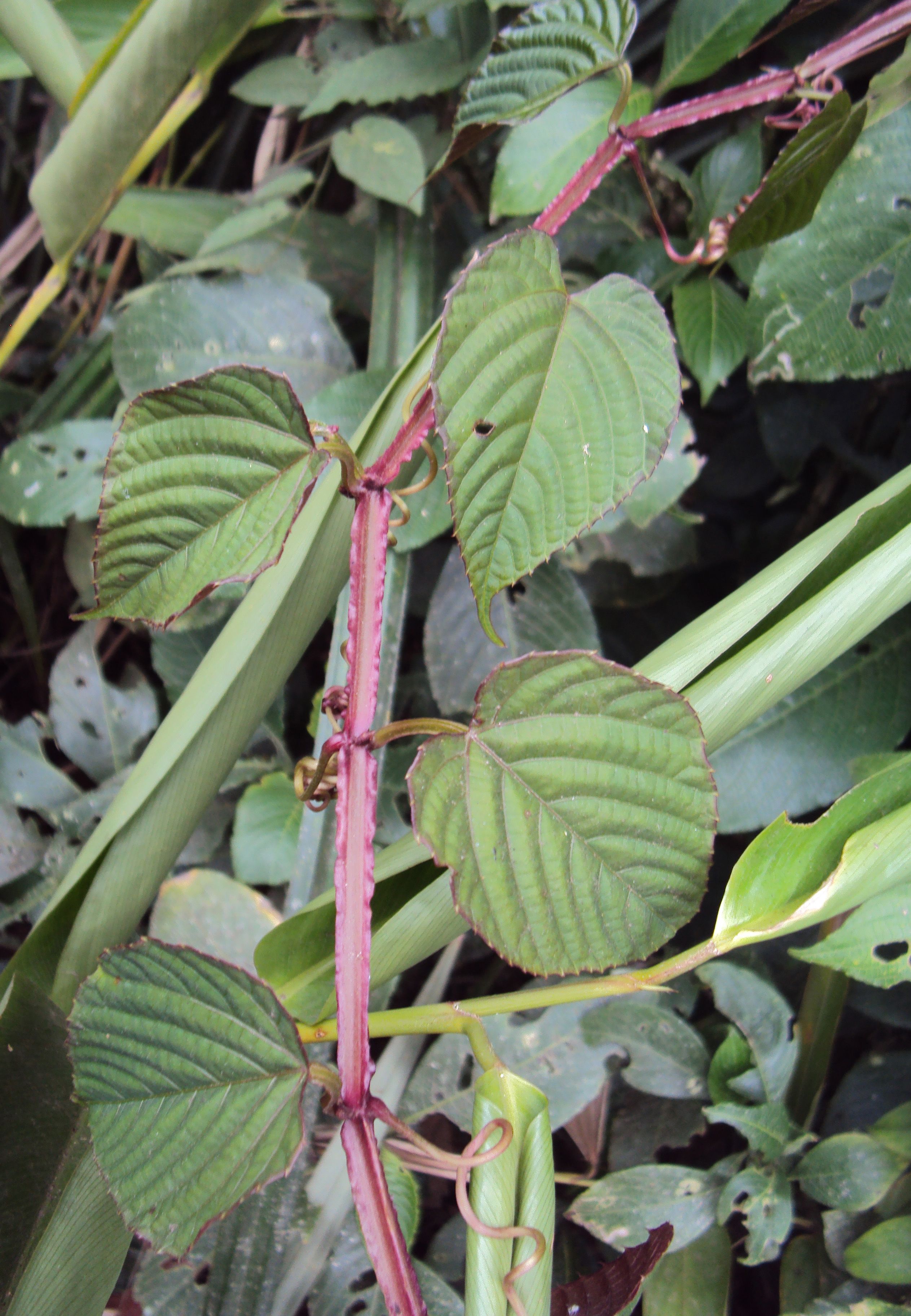
Vista de la planta

## Descripción
Es una planta trepadora o liana, herbácea. Las ramillas longitudinalmente con 4 camellones, glabros o poco pubescentes, se bifurcan en zarcillos. Las hojas simples, ovales o estípulas ovado-elípticas, 3-5 ×  3 mm, herbáceas, glabras o escasamente pilosas, ápice obtuso; pecíolo de 2-4.5 cm, glabro o esparcidamente piloso, las láminas foliares ovadas o hastadas de 15.6 x 10.4 cm, superficies lisas el haz y adaxial de diferentes colores cuando las venas están secas. La inflorescencia umbeliforme, terminal o de hojas opuestas; con pedúnculo 0,6-4 cm, escasamente pubescente. El fruto es una baya de 6 x 5 mm. Tiene un número cromosomático de 2 n = 24.

## Distribución y hábitat
Se encuentra en los árboles o arbustos y matorrales, a una altitud de 600-2000 metros en Sichuan, Yunnan. India, Indonesia, Malasia, Birmania, Nepal, Tailandia y Vietnam.

## Taxonomía
Cissus javana fue descrita por Augustin Pyrame de Candolle y publicado en Prodromus Systematis Naturalis Regni Vegetabilis 1: 628, en el año 1824.
Etimología
Cissus: nombre genérico que deriva del griego κισσος ( kissos ), que significa "hiedra".
javana: epíteto geográfico que alude a su localización en la Isla de Java.
Sinonimia
- Cissus discolor Blume
- Cissus javana var. pubescens C.L.Li
- Cissus sessilis Amshoff
- Cissus sicyoides Klein ex Steud.
- Vitis discolor (Blume) Dalzell[4]